# Heteroliodon
Heteroliodon — рід змій родини Pseudoxyrhophiidae. Представники цього роду є ендеміками Мадагаскару.

## Види
Рід Heteroliodon нараховує 3 види:
- Heteroliodon fohy - Glaw, Vences & Nussbaum, 2005
- Heteroliodon lava - Nussbaum & Raxworthy, 2000
- Heteroliodon occipitalis - (Boulenger, 1896)

## Етимологія
Наукова назва роду Heteroliodon походить від сполучення слів дав.-гр. ἑτερος — інший, відмінний, λειος — гладкий і οδους — зуб. 